# Патков гушт
Патков гушт је вертикална јама на Велебиту у Националном парку Северни Велебит у подручју Хајдучких кукова у Хрватској. Дубока је 553 метра, кружног је облика и равног дна, димензија 40х30 метара. Пета је јама по дубини у Хрватској. Оно што је чини посебном су њене вертикалне стране од самог улаза до дна. По томе спада у другу најдужу вертикалну јаму на свету. Већу вертикалу од ње (643 м), има за сада само јама Вртоглавица у Словенији.

## Историјат открића
Јаму је открио спелеолошки тим на челу са Дамиром Лацковићем, 2. августа 1997. године, током спелеолошких истраживања загребачких и једног од поречких спелеолога.
Јама је добила име по хрватском спелеолога и рониоцу Зорану Стипетићу-Патку, који је погинуо током тестирања ронилачке опреме за потребе спелеологије у Лукиној јами на Велебиту.

## Положај, приступ, величина
- Локација: Јама се налази у заштићеном природном резервату Хајдучки и Рожански кукови на Северном Велебиту, 150 m северно од Горњег кука, Хрватска.
- Приступ објекту: најлакши је са Великог Лубеновца. Како се налази у врлетном терену где не постоје планинарске стазе тешко је прецизније описати пут до јаме.
- Надморска висина улаза: 1,450  m
- Дужина највеће вертикале: 553  m
- Дубина: - 553  m
- Дужина: 40 m

## Морфологија јаме
Оно што Патков гушт издваја од других спелеолошких објекта је њена дубока вертикала која се пружа од улаза до дна 553 m. 
Вртача у чијем се западном делу налази отвор Патковог гушта неправилног је облика, издужена у смеру север—југ, димензија око 100х75 m. У отвор јаме, величине 65 x 30 m, улази се са западне стране, поред  мале депресије са великим каменим блоковима. На рубу отвора налази се самоникло маркантно стабло смреке. 
Стенска маса јаме је дробљива, и представља велику опасност за спелеологе током борсвкс у нижим деловима јаме. 
На дубини од 65 m налази де ледена косина која се спушта испод првог леденог чепа, дебљине око 15 m. Јама се даље преко снега и леда спушта до дубине од 105 m. У том делу налази се пролаз у леду димензија 2 x 1,5 m. Ово сужење, које је најуже место у јами, и до кога допире дневна светлост, због велике количине снега и леда, у појединим годинама (у зависности од метеоролошких услова) није пролазно. На самом сужењу почиње јако капање воде, које се касније појачава, па вода цури до самог дна јаме. 
Након 130 m дубине јама се шири и приближно је истог профила све до дна. Стене су потпуно или делимично прекривене леденом превлаком, се које се повремено одламају леденице, до дубине од 300 m. 
На дубини од 465 m у стени се налази уска галерија у којој се може стабилно стајати. 
Јама завршава галеријом димензија 40 х 30 m. На северном делу галерије налази се најнижа тачка објекта - мали блатњави део кроз који се вода филтрира између камења и блата.